# Troglodyte de Latham
Cistothorus platensis
Espèce
Répartition géographique
Statut de conservation UICN

 LC  : Préoccupation mineure
Le Troglodyte de Latham (Cistothorus platensis) est une espèce de passereaux de la famille des Troglodytidae.

## Répartition et sous-espèces
Selon la classification de référence du Congrès ornithologique international (14.2, 2025) il se répartit en 17 sous-espèces :
- C. p. tinnulus Moore, 1941 — ouest du Mexique :
- C. p. potosinus Dickerman, 1975 — San Luis Potosí ;
- C. p. jalapensis Dickerman, 1975 — centre du Veracruz ;
- C. p. warneri Dickerman, 1975 — sud-est du Mexique ;
- C. p. russelli Dickerman, 1975 — Belize ;
- C. p. elegans Sclater & Salvin, 1859 — sierra Madre de Chiapas ;
- C. p. graberi Dickerman, 1875 — sud-est du Honduras et nord-est du Nicaragua ;
- C. p. lucidus Ridgway, 1903 — Costa Rica et ouest du Panama ;
- C. p. alticola Salvin & Godman, 1883 — de la Colombie à l'ouest du Guyana ;
- C. p. aequatorialis Lawrence, 1871 — Andes colombiennes, équatoriennes et nord-péruviennes ;
- C. p. graminicola Taczanowski, 1874 — centre-sud du Pérou ;
- C. p. minimus Carriker, 1935 — sud-est du Pérou et Bolivie ;
- C. p. polyglottus (Vieillot, 1819) — sud-est du  Brésil et du Paraguay, nord-est de l'Argentine ;
- C. p. tucumanus Hartert, 1909 — Andes orientales sud-boliviennes et nord-argentines ;
- C. p. platensis (Latham, 1790) — centre/est de l'Argentine ;
- C. p. hornensis (Lesson, 1834) — centre/sud du Chili et de l'Argentine ;
- C. p. falklandicus Chapman, 1934 — îles Malouines.